# Liste der Stolpersteine in Greifswald
Die Liste der Stolpersteine in Greifswald führt die von Gunter Demnig verlegten Stolpersteine in Greifswald auf. Elf davon wurden auf Initiative von Mitgliedern der Evangelischen Studentengemeinde erstmals verlegt am 10. Juli 2008.
In der Nacht vom 8. zum 9. November 2012, dem Gedenktag der Reichspogromnacht, wurden alle damaligen Greifswalder Stolpersteine herausgerissen.
Nach einer sehr erfolgreichen Spendenkampagne wurden sie, zusammen mit zwei weiteren Stolpersteinen, neu verlegt am Tag des Grundgesetzes, dem 23. Mai 2013.
Am 22. Oktober 2014 wurden 14 weitere Stolpersteine verlegt.
| Straße Nr.                    | Name                               | Inschrift | Foto | Informationen | Anmerkungen                                            | Haus |
| ----------------------------- | ---------------------------------- | --- | --- | ------------- | ------------------------------------------------------ | ---- |
| Friedrich-Loeffler-Straße 23d | Rudolf Kaufmann                    | Hier forschte DR. RUDOLF KAUFMANN Jg. 1909 Flucht 1933 Dänemark / Italien Verhaftet 1937 'Rassenschande' Flucht 1939 Litauen von Deutschen erschossen 1941 | |               | Verlegt am: 10. Juli 2008; neu verlegt am 23. Mai 2013 |      |
| Robert-Blum-Straße 11         | Alice Weismann und Paula Sichel    | Hier wohnte Alice Margarethe Weismann geb. Sichel Jg. 1889 Flucht Dänemark interniert Deportiert 1943 Theresienstadt ermordet 10.10.1943                   | |               | Verlegt am: 10. Juli 2008; neu verlegt am 23. Mai 2013 |      |
| Robert-Blum-Straße 11         | Alice Weismann und Paula Sichel    | Hier wohnte Paula Gabriele Sichel Jg. 1882 Flucht Dänemark interniert Deportiert 1943 Theresienstadt ermordet 9.3.1944                                     | |               | Verlegt am: 10. Juli 2008; neu verlegt am 23. Mai 2013 |      |
| Gützkower Straße 39           | Friederike und Georg Feldmann      | Hier wohnte Friederike Feldmann geb. Nathan Jg. 1887 deportiert 1940 Belzec ermordet 1942                                                                  | |               | Verlegt am: 10. Juli 2008; neu verlegt am 23. Mai 2013 |      |
| Gützkower Straße 39           | Friederike und Georg Feldmann      | Hier wohnte Georg Feldmann Jg. 1884 Schutzhaft 1939 Sachsenhausen deportiert 1940 Belzec ermordet 1942                                                     | |               | Verlegt am: 10. Juli 2008; neu verlegt am 23. Mai 2013 |      |
| Domstraße 9a                  | Dr. Gerhard Knoche                 | Hier forschte Dr. Gerhard Dagobert Knoche Jg. 1893 Flucht Holland interniert Westerbork deportiert 1943 Theresienstadt ermordet in Auschwitz               | |               | Verlegt am: 10. Juli 2008; neu verlegt am 23. Mai 2013 |      |
| Ellernholzstraße 2            | Prof. Dr. Edmund Forster           | Hier wohnte Dr. Edmund Forster Jg. 1878 denunziert vom Dienst suspendiert 31.8.1933 Flucht in den Tod 11.9.1933                                            | |               | Verlegt am: 23. Mai 2013                               |      |
| Kuhstraße 7                   | Else Burchard                      | Hier wohnte Else Burchard geb. Bernhard Jg. 1898 deportiert 1940 Glusk tot 27.4.1942                                                                       | |               | Verlegt am: 23. Mai 2013                               |      |
| Knopfstraße 18                | Elise Rosenberg                    | Hier wohnte Elise Rosenberg Jg. 1877 deportiert 1940 Belzyce ermordet 29.5.1941                                                                            | |               | Verlegt am: 10. Juli 2008; neu verlegt am 23. Mai 2013 |      |
| Brüggstraße 12                | Julius, Thea, Hans und Gert Futter | Hier wohnte Thea Futter geb. Zippert Jg. 1886 unfreiwillig verzogen Berlin deportiert 1943 ermordet in Auschwitz                                           | |               | Verlegt am: 10. Juli 2008; neu verlegt am 23. Mai 2013 |      |
| Brüggstraße 12                | Julius, Thea, Hans und Gert Futter | Hier wohnte Hans Futter Jg. 1923 Kindertransport 1939 England überlebt                                                                                     | |               | Verlegt am: 10. Juli 2008; neu verlegt am 23. Mai 2013 |      |
| Brüggstraße 12                | Julius, Thea, Hans und Gert Futter | Hier wohnte Julius Futter Jg. 1885 'Schutzhaft' 1938 Sachsenhausen unfreiwillig verzogen Berlin deportiert 1943 ermordet in Auschwitz                      | |               | Verlegt am: 10. Juli 2008; neu verlegt am 23. Mai 2013 |      |
| Brüggstraße 12                | Julius, Thea, Hans und Gert Futter | Hier wohnte Gert Futter Jg. 1922 Kindertransport 1939 England überlebt                                                                                     | |               | Verlegt am: 10. Juli 2008; neu verlegt am 23. Mai 2013 |      |
| Kapaunenstraße 14             | Simon Michels                      | Hier wohnte Simon Michels Jg. 1853 deportiert 1942 Theresienstadt ermordet 22.9.1942                                                                       | |               | Verlegt am: 22. Oktober 2014                           |      |
| Lange Straße 22               | Else Walter                        | Hier wohnte Else Walter geb. Weissenberg Jg. 1907 deportiert 1942 Riga ermordet 22.10.1942                                                                 | |               | Verlegt am: 22. Oktober 2014                           |      |
| Lange Straße 22               | Helga Walter                       | Hier wohnte Helga Walter Jg. 1937 Deportiert 1942 Riga ermordet 22.10.1942                                                                                 | |               | Verlegt am: 22. Oktober 2014                           |      |
| Lange Straße 22               | Fritz Walter                       | Hier wohnte Fritz Walter Jg. 1905 gedemütigt / entrechtet Schicksal unbekannt                                                                              | |               | Verlegt am: 22. Oktober 2014                           |      |
| Lange Straße 22               | Helene Weißeberg                   | Hier wohnte Helene Weissenberg geb. Abrahamsson Jg. 1884 gedemütigt / entrechtet Schicksal unbekannt                                                       | |               | Verlegt am: 22. Oktober 2014                           |      |
| Lange Straße 68               | Dr. Gerhard Mamlok                 | Hier wohnte Dr. Gerhard Mamlok Jg. 1897 deportiert 1942 Riga ermordet 8.9.1942                                                                             | |               | Verlegt am: 22. Oktober 2014                           |      |
| Lange Straße 79               | Johanna Joel                       | Hier wohnte Johanna Joel Jg. 1865 deportiert 1940 ermordet im besetzten Polen                                                                              | |               | Verlegt am: 22. Oktober 2014                           |      |
| Markt 13                      | Hedwig Cohn                        | Hier wohnte Hedwig Cohn geb. Cohn Jg. 1872 deportiert 1942 Theresienstadt ermordet 26.8.1942                                                               | |               | Verlegt am: 22. Oktober 2014                           |      |
| Markt 13                      | Hermann Cohn                       | hier wohnte Hermann Cohn Jg. 1869 ‘Schutzhaft‘ 1938 Sachsenhausen deportiert 1942 Theresienstadt ermordet 6.9.1942                                         | |               | Verlegt am: 22. Oktober 2014                           |      |
| Brüggstraße 49                | Georg Heymann                      | Hier wohnte Georg Heymann Jg. 1859 deportiert 1942 Theresienstadt ermordet 5.11.1942                                                                       | |               | Verlegt am: 22. Oktober 2014                           |      |
| Kuhstraße 19                  | Salo Simon                         | Hier wohnte Salo Simon Jg. 1878 deportiert 1940 Piaski ermordet 15.10.1941                                                                                 | |               | Verlegt am: 22. Oktober 2014                           |      |
| Kuhstraße 19                  | Eugenie Simon                      | Hier wohnte Eugenie Simon geb. Cohn Jg. 1877 deportiert 1940 ermordet im besetzten Polen                                                                   | |               | Verlegt am: 22. Oktober 2014                           |      |
| Rosa-Luxemburg-Straße 2       | Henriette Meyer                    | Hier wohnte Henriette Meyer Jg. 1872 deportiert 1942 Treblinka ermordet                                                                                    | Bild gesucht Der Benutzer GeorgDerReisende ( Diskussion ) wünscht sich an dieser Stelle ein Bild vom Ort mit diesen Koordinaten 54.09309 13.38472 . Motiv: Rosa-Luxemburg-Straße 2: der Stolperstein für Henriette Meyer, die Lage und das Haus Falls du dabei helfen möchtest, erklärt die Anleitung , wie das geht. BW     |               | Verlegt am: 22. Oktober 2014                           |      |
| Erich-Böhmke-Straße 32        | Else Pauline Wasmund               | | Bild gesucht Der Benutzer GeorgDerReisende ( Diskussion ) wünscht sich an dieser Stelle ein Bild vom Ort mit diesen Koordinaten 54.09121 13.37862 . Motiv: Erich-Böhmke-Straße 32: der Stolperstein für Else Pauline Wasmund, die Lage und das Haus Falls du dabei helfen möchtest, erklärt die Anleitung , wie das geht. BW |               | Verlegt am: 22. Oktober 2014                           |      |